# Jméno růže (počítačová hra)
Jméno růže, známá také jako Kdo ještě může ve jménu růže, je adventura pro počítače Sinclair ZX Spectrum a kompatibilní (například Didaktik). Jedná se o hru českého původu, jejím autorem je Jiří Koudelka, který ji napsal pod přezdívkou George K. Vydavatelem hry byla společnost Proxima – Software v. o. s., hra byla vydána v roce 1991.
Hlavním hrdinou hry je Jacques Clouseau, který byl poslán do kláštera v Německu, kde sídlí tajemný řád jeptišek Posxtey a kde musí něco vypátrat.
Jelikož hra je rozsáhlá, nebylo možné, aby se vešla do paměti počítače ZX Spectrum 48K najednou. Vyžadovala průběžné nahrávání příslušných částí hry, ve které se zrovna hráč pohyboval. Kvůli tomu původně vyšla pouze pro počítače s připojenou disketovou jednotkou Didaktik 40. V roce 1993 byla upravena pro počítače ZX Spectrum 128K, které už mají paměti dostatek, aby nebylo vyžadováno průběžné nahrávání z paměťového média, takže pro tyto počítače byla vydána jak kazetová, tak disketová verze.
Hra je ovládána pomocí menu. Některé postavy ve hře jsou animované.